# Amman
Amman ([aˈmaːn], arabisch عمان, DMG ʿAmmān) ist die Hauptstadt des Haschimitischen Königreiches Jordanien und zählte 4.834.500 Einwohner (6.708.860 in der Metropolregion) Ende 2023. Amman ist eine moderne Großstadt, in der überwiegend Muslime und 10 Prozent Christen leben. Die heutige Wirtschaftsmetropole begann erst nach der Staatsgründung Israels 1948 infolge der Flüchtlingsströme aus Palästina bis 1980 zu einer Millionenstadt zu wachsen.

## Geografie
Amman liegt östlich des Flusses Jordan und breitet sich auf einer Fläche von rund 1680 km² aus. Die durchschnittliche Höhe beträgt 800 Meter über dem Meer. Die nächstgrößere Stadt ist Salt im Nordwesten, im Südwesten befindet sich die Stadt Madaba.

## Klima
|                       | Jan  | Feb  | Mär  | Apr  | Mai  | Jun  | Jul  | Aug  | Sep  | Okt  | Nov  | Dez  |   |       |
| Mittl. Tagesmax. (°C) | 12,3 | 13,7 | 17,2 | 22,6 | 27,8 | 30,8 | 32,0 | 32,4 | 30,7 | 27,1 | 20,4 | 14,4 | ⌀ | 23,5  |
| Mittl. Tagesmin. (°C) | 3,6  | 4,2  | 6,1  | 9,5  | 13,5 | 16,6 | 18,5 | 18,6 | 16,6 | 13,8 | 9,3  | 5,2  | ⌀ | 11,3  |
|                       |      |      |      |      |      |      |      |      |      |      |      |      |   |       |
| Niederschlag (mm)     | 63,4 | 61,7 | 43,1 | 13,7 | 3,3  | 0,0  | 0,0  | 0,0  | 0,3  | 6,6  | 28,0 | 49,2 | Σ | 269,3 |
|                       |      |      |      |      |      |      |      |      |      |      |      |      |   |       |
| Regentage (d)         | 11,0 | 10,9 | 8,0  | 4,0  | 1,6  | 0,1  | 0,0  | 0,0  | 0,1  | 2,3  | 5,3  | 8,4  | Σ | 51,7  |

| 3,6 |

| 4,2 |

| 6,1 |

| 9,5 |

| 13,5 |

| 16,6 |

| 18,5 |

| 18,6 |

| 16,6 |

| 13,8 |

| 9,3 |

| 5,2 |

| 3,6 |

| 4,2 |

| 6,1 |

| 9,5 |

| 13,5 |

| 16,6 |

| 18,5 |

| 18,6 |

| 16,6 |

| 13,8 |

| 9,3 |

| 5,2 |

| N i e d e r s c h l a g | 63,4 | 61,7 | 43,1 | 13,7 | 3,3 | 0,0 | 0,0 | 0,0 | 0,3 | 6,6 | 28,0 | 49,2 |
|                         | Jan  | Feb  | Mär  | Apr  | Mai | Jun | Jul | Aug | Sep | Okt | Nov  | Dez  |

## Ursprung des Namens
Im Namen der Stadt lebt die Erinnerung an den im Alten Testament erwähnten Volksstamm der Ammoniter und deren Staat Ammon fort.

## Geschichte

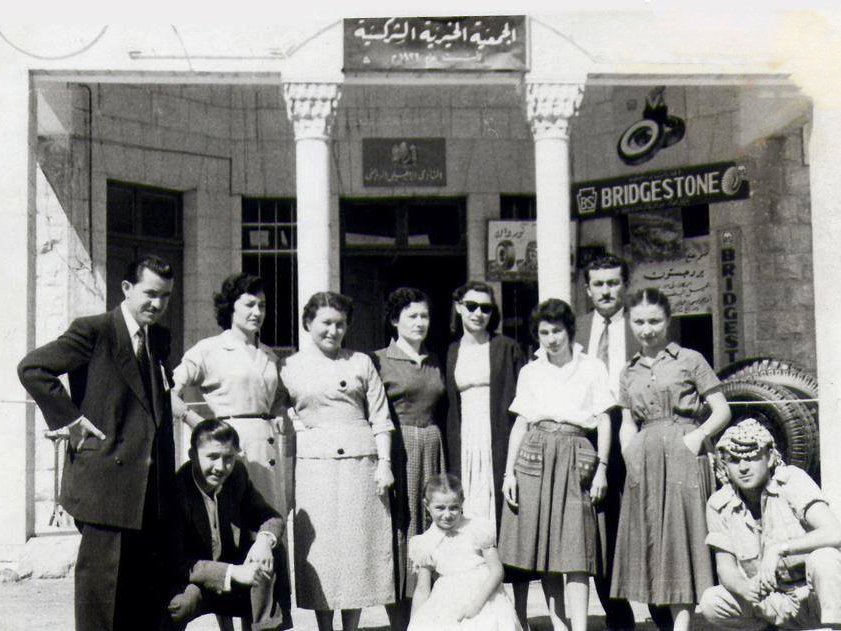
Mitglieder des tscherkessischen Wohltätigkeitsvereins Circassians Charity Association in Amman, 1958

Die Ursprünge gehen bis in biblische Zeit zurück, als die Stadt als das biblische Rabba bekannt war. Die Ammoniter bezeichneten sie selbst als Rabbath-Ammon. Sie erstreckte sich damals wie Rom über sieben Hügel. Heute erstreckt sich die Stadt über neunzehn Hügel.

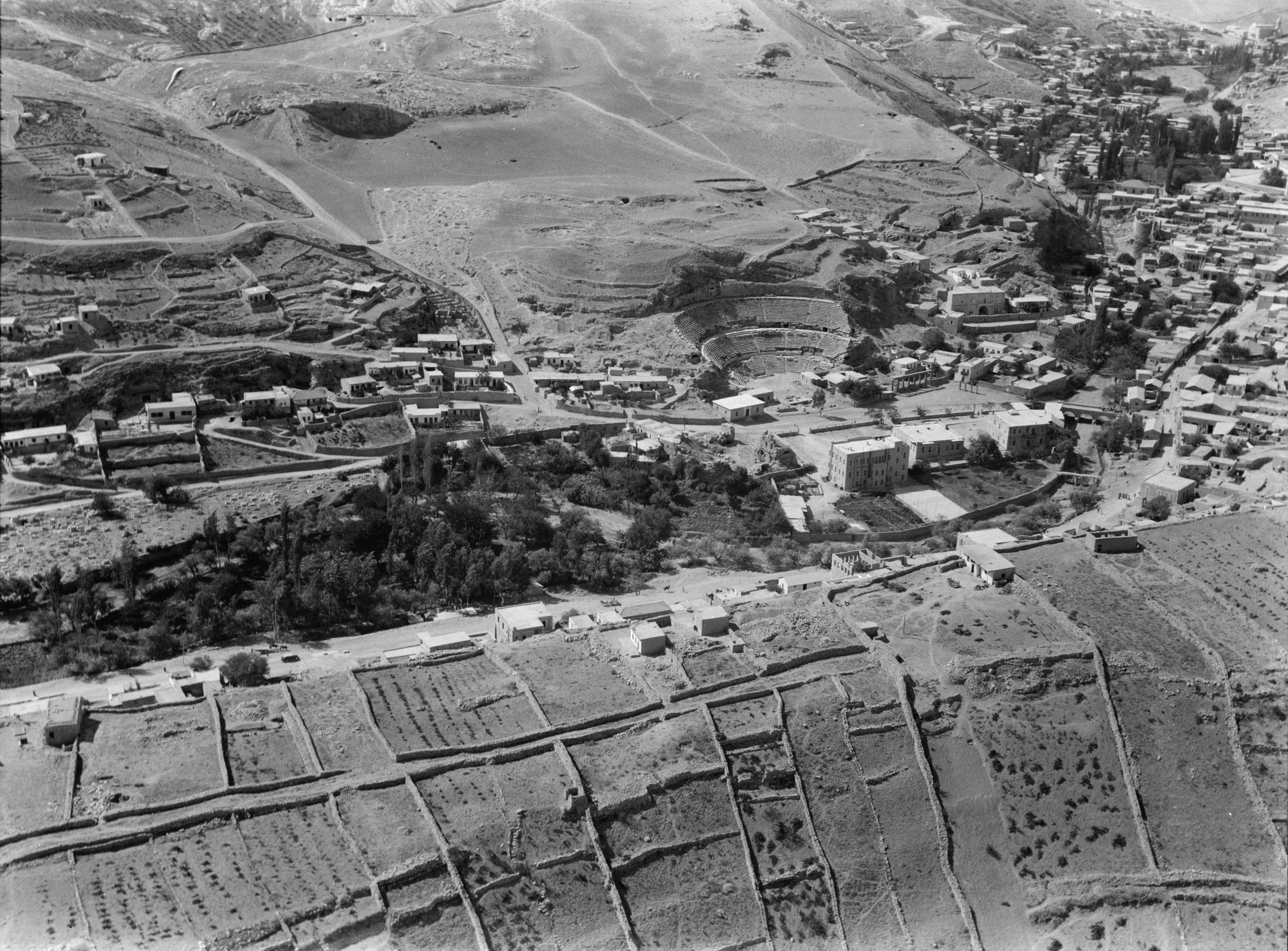
Luftaufnahme von Amman mit dem römischen Theater und dem Philadelphia Hotel, Aufnahme des Matson Photo Service (1932)

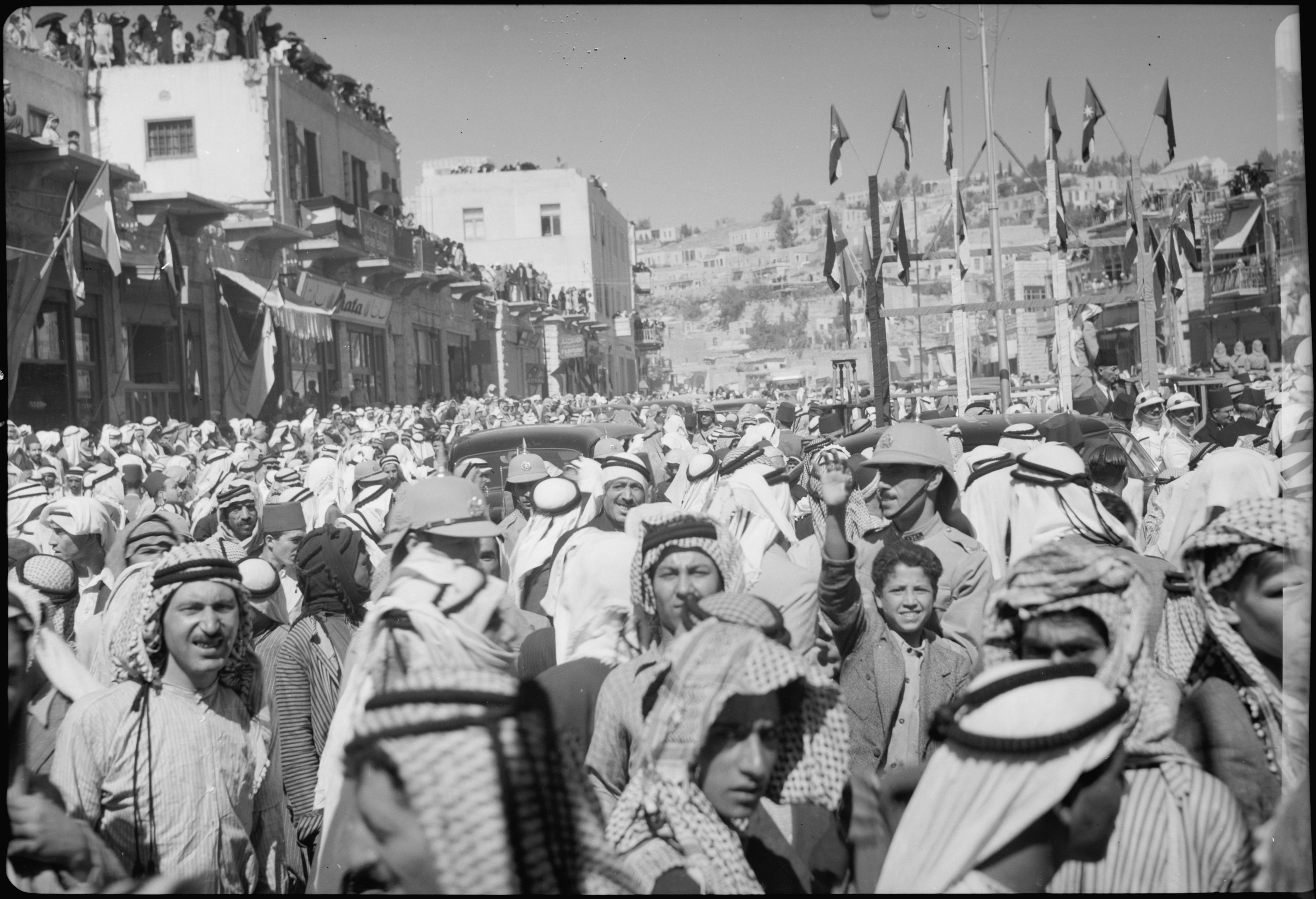
Amman am 11. September 1940, Feierlichkeiten zum 24. Jubiläum der Arabischen Revolte kurz nachdem sich der Emir zurückgezogen hat

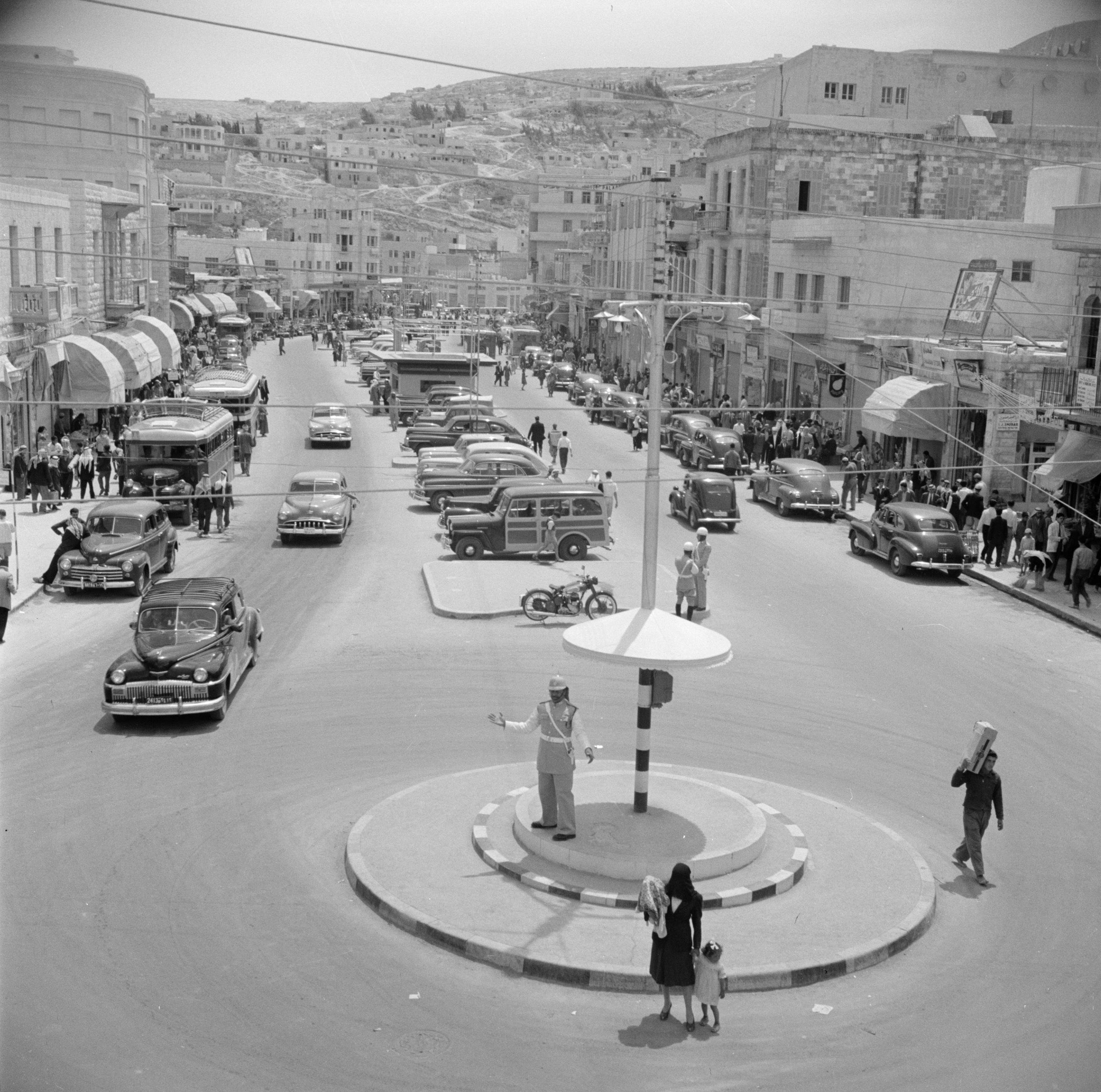
Amman um 1950, Aufnahme von Willem van de Poll

Nach der Eroberung durch Alexander den Großen kam die Stadt zunächst unter ptolemäische Herrschaft; König Ptolemaios II. Philadelphos gab ihr den neuen Namen Philadelphia und dieser Name hatte für etwa 900 Jahre Bestand. Ab 218 v. Chr. gehörte sie zum Seleukidenreich; nach dem Feldzug des Pompeius wurde sie südlichstes Mitglied der Dekapolis.
Die eigentliche Blütezeit begann nach der Eingliederung in die Provinz Arabia Petraea unter Kaiser Trajan. Aus dieser Zeit stammen die meisten der gewaltigen Ruinen auf der Zitadelle, das Forum und das Theater von Amman, eines der besterhaltenen Gebäude der Antike, die heute noch benutzt werden. Zur Zeit des Kaisers Mark Aurel wurde auf der mittleren Terrasse der Zitadelle ein monumentaler Herkulestempel errichtet, der einen hellenistischen Vorgängerbau ersetzte. In christlich-spätantiker Zeit errichtete man eine dreischiffige Kirche, für welche der Herkulestempel als Steinbruch dienen musste.
Im Jahr 635 eroberten die Araber die Stadt in der Islamischen Expansion. Auf der oberen Terrasse der Zitadelle entstand etwas später der Qasr, ein Teil eines Omayyadenpalastes; noch heute krönt er die Zitadelle. Mit der Verlegung des Kalifats von Damaskus nach Bagdad im Jahr 750 begann der Abstieg der Stadt, die später weitgehend verfallen war, doch beschrieb der arabische Kartograf al-Muqaddasī (gestorben um 922) die Umgebung von Amman als besonders fruchtbar. 1516 wurde Amman ein Teil des Osmanischen Reiches. 1812 durchreiste Johann Ludwig Burckhardt auf dem Weg nach Salt den Wadi von Amman, der zu jener Zeit jedoch nur ein saisonaler Ruheplatz für Nomaden und Pilger war. Hier wurde überwintert. Besonders der Familienverband der Bani Sakhr nutzte den Wadi. Erst 1868 ließen sich Menschen wieder dauerhaft nieder.
Der wasserreiche Ort im Wadi des Seil Amman wurde von der osmanischen Verwaltung 1876 für die Ansiedlung von überlebenden Tscherkessen ausgewählt, Muslimen, die 1864 vor den genozidähnlichen Eroberungsfeldzügen Russlands im Kaukasus zunächst nach Trabzon am Schwarzen Meer geflüchtet waren. Dem Archäologen Dieter Vieweger zufolge war auch die reiche Auswahl behauener Steine vom antiken Philadelphia für die Wahl des Standorts entscheidend. Er lag in der Randzone der ma'moura, der für eine sesshafte Lebensweise geeigneten Landschaft. Die neuen Bewohner gehörten mehrheitlich zum Stamm der Shabsough und lebten als Wehrbauern in Amman. Um 1900 kamen Flüchtlinge aus Dagestan nach Amman und siedelten sich ebenfalls an, worauf die neuen Ortsteile der Ibzakh, Kurbuatay, Shabsough und Aghrab, sowie christliche Viertel entstanden. 1903 kam die Hedschasbahn hinzu, die Amman zur Zwischenstation der Haddsch machte.
1909 wurde im Shabsough das Stadthaus errichtet. In diesem Jahr hatte der Ort knapp 3000 Einwohner. In Shabsough gab es ein Postbüro, zwei Grundschulen und 35 Läden. 1909 bis 1911 war der tscherkessische Bauer und Viehhändler Ismail Areslan Baboq der erste gewählte Bürgermeister der Stadt. Zuwanderer aus Salt und Maʿan gründeten den Stadtteil Maʿamia. Auch Kurden, Armenier und Marokkaner ließen sich nieder. Daneben eröffneten die Händler aus dem Nadschd und dem Hedschas und aus Jerusalem und Nablus ihre Geschäfte in der Stadt. Ab 1920 gab es Elektrizität. Die Armenier Doumanian und Berberian eröffneten ihre Fotogeschäfte. 1924 wurde die al-Husseini-Moschee gebaut.
Trotz der Zuwanderung blieb die Bevölkerungszahl gering. Die Bebauung beschränkte sich auf den Wadi, die Hänge des Zitadellenhügels und Ras el-Ein. Abdallah ibn Husain I. wählte 1921 Amman als Regierungssitz des neugeschaffenen Emirats Transjordanien, aus dem später das Haschemitische Königreich Jordanien hervorging. Damit gab er Amman den Vorzug vor Karak, Ajloun und vor allem Salt, die damals bereits etwas größer waren. Der Emir nahm zunächst in einem Zelt Wohnsitz, das sich neben der Baustelle des 1925 schließlich vollendeten Palastes Raghadan befand. Zu diesem Zeitpunkt hatte Amman rund 5000 Einwohner. Auch der Basman-Palast wurde gebaut. 1927 ereignete sich ein Erdbeben. Ende der 1920er Jahre lebten in Amman etwa 10.000 Menschen. Die Familie Nazzal eröffnete in den frühen 1930er Jahren das Philadelphia Hotel und machte es zum Treffpunkt der Elite.
Dem Historiker Avi Shlaim zufolge wurde Amman als Folge des französischen Mandats über Syrien in den ersten Jahren der Herrschaft von Abdallah zu einem Sammelbecken antifranzösischer Syrer. Amman befand sich außerhalb der von Chaim Weizmann im Februar 1919 im Namen der WZO vorgebrachten Gebietswünsche. Großbritannien verbot Juden die Einwanderung nach Transjordanien. Es gab Solidaritätsbekundungen mit der arabischen Nationalbewegung Palästinas, die sich 1935 in Protesten gegen die britische Mandatspolitik und gegen den Zionismus äußerten. Die staatliche Politik sah den Aufbau des zionistischen Staatsprojekts im benachbarten Palästina jedoch pragmatisch, am 10. Mai 1948 besuchte Golda Meir Amman.
Italienische Missionare eröffneten am Fuße des Al-Ashrafiyah-Hügels 1927 das Ospedale italiano unter der Leitung des Turiner Arztes Fausto Tesio. Das Luzmila-Hospital der Nazareth-Schwestern von 1948 wurde nach einer bolivianischen Stifterin, der Kupferminenerbin Luz Mila du Boisrouvray (der Tochter von Simón Patiño) benannt. 1925 entstand die christliche Gesellschaft Arab Orthodox Society for Charity. Sie kaufte für 300 Palästina-Pfund 1932 das Grundstück, auf dem die Architekten Tawfiq Marrar und Emil Ghazawi zwischen 1947 und 1951 Ammans erste orthodoxe Kirche errichteten.
Amman war eine Stadt mit rund 60.000 Einwohnern, als sie 1948 durch den Zustrom von palästinensischen Flüchtlingen in der Folge des Palästinakriegs und der Nakba sehr rasch zu wachsen begann. Der Großteil der etwa 70.000 bis 100.000 nach Transjordanien geflüchteten Personen ließ sich in Amman und in der Stadt Zarqa im Norden nieder. Im April 1950 fanden Wahlen zur Abgeordnetenversammlung statt, die laut dem Historiker Henry Laurens relativ frei waren. Arabische Konflikte erreichten auch Amman: Im Juli 1951 starb Riad as-Sohl durch einen Attentäter der SSNP. 1956 gab es erneut Wahlen.

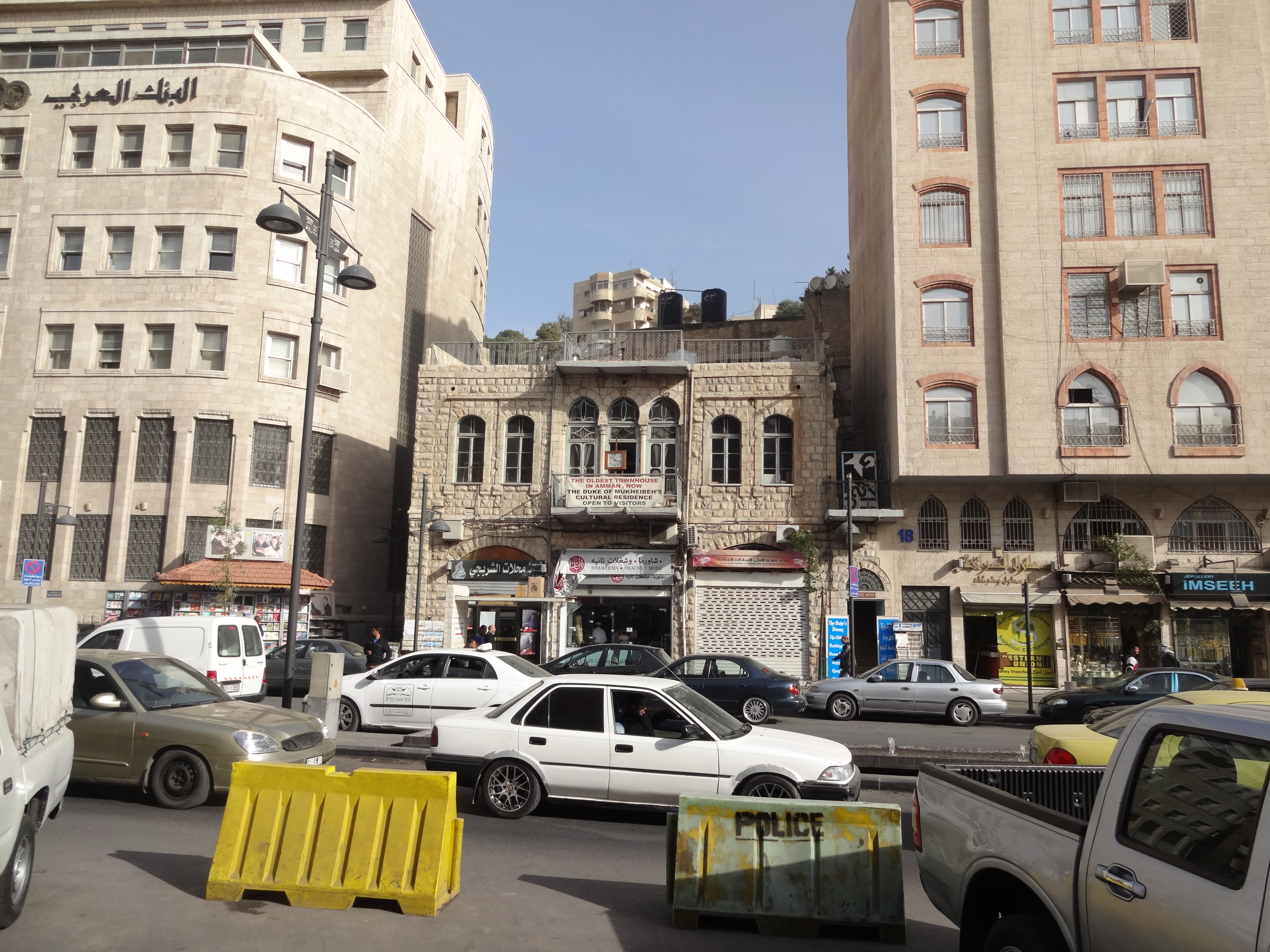
Das Wohnungsmuseum der Familie von Mamdouh Bisharat an der Alsa'adah-Straße, The Duke’s Diwan genannt, erbaut 1924 für den Grundherrn von Mukhaybeh, gilt als das älteste Stadthaus in Amman. Die Sammlung enthält Gemälde der Türkin Fahrelnissa Zeid, die in Amman lebte.

Im Sechstagekrieg 1967 kamen offiziell 240.000 Personen nach Jordanien, davon wiederum ein großer Teil nach Amman. Die übrige Stadtbevölkerung bildete sich durch Zuwanderung von Transjordaniern aus den Kleinstädten und von nomadischen oder halbnomadischen Beduinen. John Bagot Glubb, hoher britischer Offizier in jordanischen Diensten, holte viele der von ihm bevorzugten Beduinen nach Amman. Das von gelegentlichen Spannungen geprägte Miteinander von palästinensischen und transjordanischen Jordaniern bestimmte die weitere Entwicklung. 1948 bis 1967 war Amman die geschichtslose Hauptstadt eines Landes, das auch Jordaniens „spirituelle Hauptstadt“ Ostjerusalem und das im Palästinakrieg eroberte Westjordanland umfasste. Im Februar 1957 mussten wegen der Suezkrise die in Amman stationierten britischen Truppen Jordanien verlassen.
1962 fanden freie Wahlen statt, die Regierung Wasfi at-Tall beschritt den Weg der wirtschaftlichen Entwicklung und der Korruptionsbekämpfung. 1961 eröffnete das Goethe-Institut, 1969 wurde der Jordanische Schriftstellerverband gegründet. 1970–1971 durchlebte Amman den Jordanischen Bürgerkrieg, den Schwarzen September, in dessen Verlauf sich palästinensische Kämpfer drei Tage im Stadtteil Masarweh hielten. Seit dem „Sieg“ der PLO in der Schlacht von Karame lebten bis zu 14.000 bewaffnete Fedajin in den Hügeln um Amman. Sie hatten einen „Staat im Staat“ und hielten Militärparaden ab, was Jordanien nicht mehr dulden wollte. Allein in Amman starben laut dem Roten Halbmond über 3500 Menschen, über 10.000 Menschen wurden verletzt, andere flohen in den Libanon.

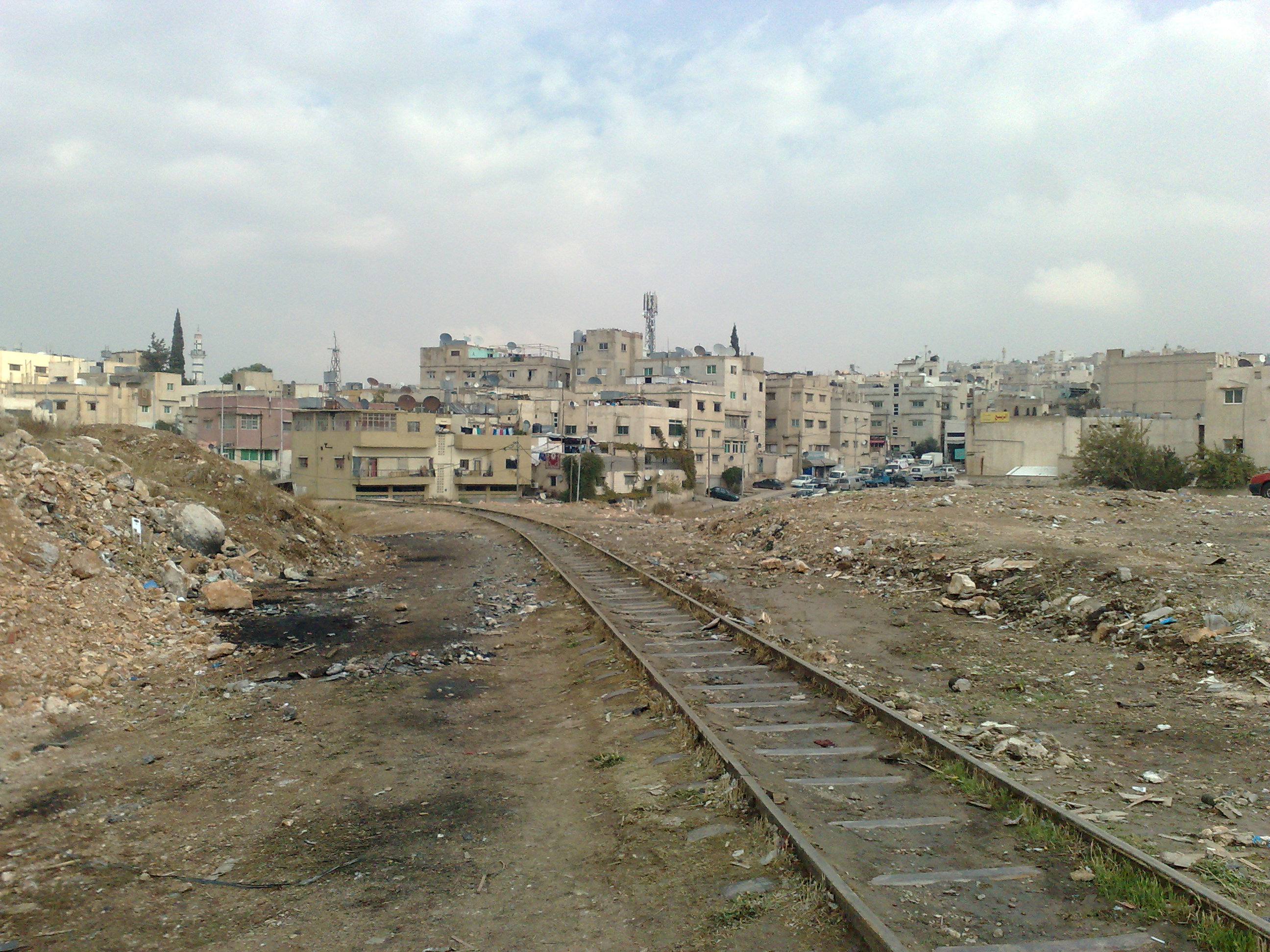
Jwaideh mit dem Bahngleis der stillgelegten Hedschasbahn

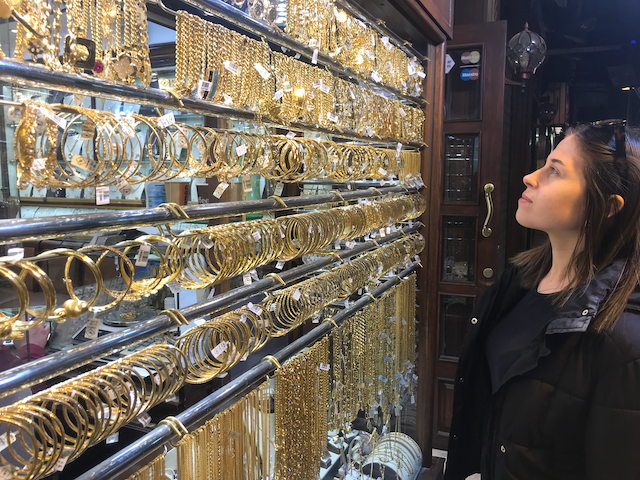
Auslage im Gold-Suq, 2024

Der Niedergang von Beirut in Folge des Libanesischen Bürgerkriegs zwischen 1975 und 1990 ließ dann jedoch Amman zu einem ersten Zufluchtsort werden. Ende November 1971 wurde der dreimalige Premierminister Wasfi at-Tall in Amman beerdigt, er war als Vergeltung für die Vertreibung der PLO aus Jordanien in Kairo ermordet worden. König Hussein I. verzichtete am 31. Juli 1988 formell auf das Westjordanland, das de facto seit 1967 israelisch besetzt ist. Die erhoffte innenpolitische Entspannung stellte sich nicht ein. In Amman und anderen Städten forderten Demonstranten bezahlbare Lebensmittel. 1989 fanden wieder Wahlen statt.
Seit den 1970er Jahren ist der Lauf des Seil Amman unterirdisch kanalisiert. Die Innenstadt bleibt nach starken Regenfällen aber dem Risiko von Hochwasser ausgesetzt. Die Stadtentwicklung verlief im Zuge der Errichtung sogenannter Intersections, also großer Kreisverkehrsplätze. Ab den 1980er Jahren öffnete sich das Land dem Massentourismus. Im November 1987 fand in Amman das Gipfeltreffen der Arabischen Liga statt. 1992 wurden politische Parteien erlaubt. Der Zweite Irakkrieg zwang viele irakische Flüchtlinge in das sichere Jordanien. Mit koordinierten Bombenanschlägen am 9. November 2005 tötete Al-Kaida 65 Menschen, 62 jordanische und drei chinesische Staatsbürger. Dem innerislamischen Hass ist die Monarchie 2004 in der Botschaft aus Amman entgegengetreten. Der Stadtteil Abdali wird durch die halbprivate Al-Mawared zum neuen Zentrum ausgebaut. 2006 wurde Bürgermeister Nidal al-Hadid auf königlichen Wunsch von Omar Maani abgelöst, nachdem ein weiteres Hochhausprojekt zu Protesten geführt hatte. Anlass dazu gab ein städtisches Landgeschäft, das den Bau eines versprochenen Parks verhinderte.

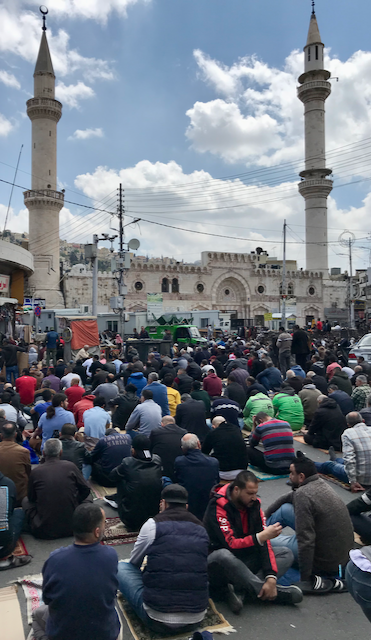
Abhaltung des Freitagsgebets vor der Husseinmoschee, 2024. Da die Moschee überfüllt ist, wird die Straße gesperrt.

Es besteht ein Wohlstandsgefäll zwischen den topographisch erhöhten und klimatisch begünstigten westlichen Stadtvierteln Ammans und den Ausläufern im Osten, wo sich von der UNRWA verwaltete Wohngebiete befinden. Ammans größtes palästinensisches Flüchtlingslager war im Jahr 2022 der Stadtteil Baqa'a, an zweiter und dritter Stelle zahlenmäßig etwa gleichauf kommen Wihdat, das auch als Amman New Camp bezeichnet wird, und Marka. Es gibt zehn offizielle Lager in Jordanien. Jerash beim Touristenziel Gerasa bildet zusammen mit Al-Husn, Souf und Irbid einen weiteren Schwerpunkt für Flüchtlingslager im Norden des Landes. 2001 lebten mit 1.351.767 Personen, anders als beispielsweise im Libanon, der Großteil der anerkannten Flüchtlinge außerhalb der Lager (287.951 lebten in den Lagern). Für 2022 gibt es die Zahl von insgesamt rund 2.300.000 Personen, die in den Lagern registriert sind.

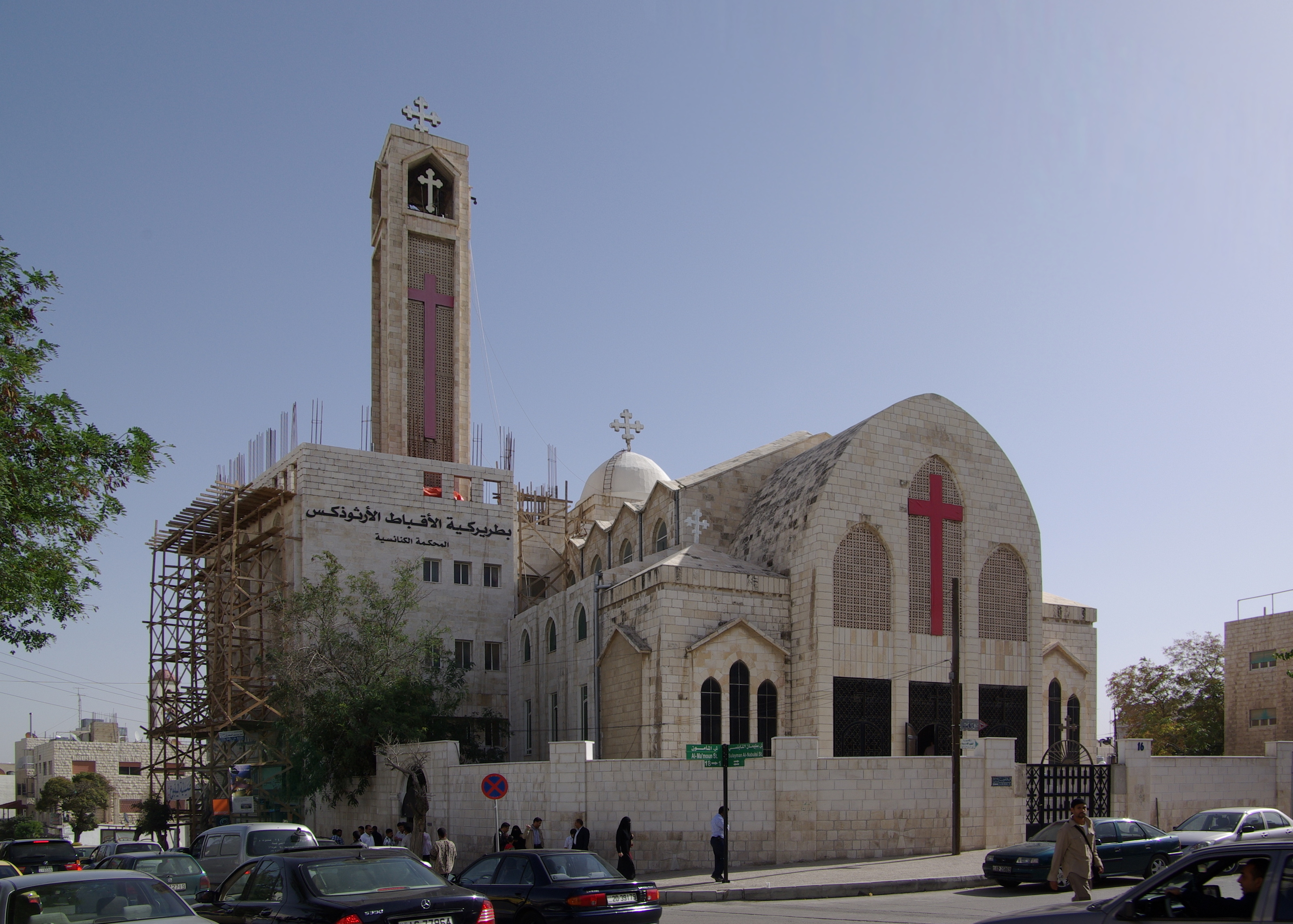
Die koptische Kirche im Bau, 2009

Das relativ pluralistische Jordanien ist durch Sportförderung und eine dieser Einstellung förderliche politische Ordnung, die traditionellen Gruppen viel Macht zuweist, entpolitisiert. Die paternalistische Monarchie ließ im Arabischen Frühling 2011 (1 Toter) Wasser an Demonstranten verteilen und konnte für die beklagten Missstände auf eine gewählte Regierung verweisen. Trotzdem gab es von Ende Mai bis Anfang Juni 2018 erneut Proteste mit tausenden Teilnehmern gegen die vom IWF auferlegten Sparmaßnahmen und Mehrwertsteuererhöhungen der Regierung. Amman zieht Geldgeber aus dem Libanon und der Golfregion an, so ließ der Saudi al-Walid ibn Talal für 70 Millionen USD das Four Seasons Hotel bauen.
In vielen Haushalten arbeiten Dienstmädchen aus Äthiopien, den Philippinen oder Bangladesch unter der Kafala. Dieses häufig ausbeuterische System wurde nach der Ausweisung von Jordaniern aus Kuwait in Amman populär. Der wohlhabende christlich-muslimische Stadtteil Jabal al-Lweibdeh rund um den Paris-Platz unterliegt als erster Teil von Amman der Gentrifizierung. Hier findet sich das junge Publikum für gemeinsame Raves im Wadi Rum. Institutionen wie die American University of Madaba zeigen die enge Bindung an die USA. Auch wer im Botschaftenviertel um den Fifth Circle wohnt, ist gut situiert. Hier befindet sich die Delegation der Europäischen Union nach Jordanien. Weiter im Umland, wo zwischen Neubauten noch immer Beduinenfamilien mit ihren Schafen in temporären Behausungen leben, müssen Olivenbäume weichen und es entstehen neue Häuser und Moscheen. Dörfer wie el-Quweisme oder Khirbet es-Suk, die in den 1980er Jahren noch einzeln standen, wurden ein Teil des Stadtgebiets.
Für das Jahr 2017 hat die ISESCO Amman gemeinsam mit der Stadt Sannar im Sudan zur Hauptstadt der Islamischen Kultur der arabischen Welt ernannt. In einer Rangliste der Städte nach ihrer Lebensqualität belegte Amman 2018 den 119. Platz unter 231 untersuchten Städten weltweit. Amman war laut dem Magazin Venture 2018 die teuerste Stadt in der arabischen Welt. Der Krieg in Israel und Gaza seit 2023 hat die Gesellschaft repolitisiert, wobei die mit den Palästinensern solidarische Islamische Aktionsfront im September 2024 die stärkste Fraktion im Parlament wurde.

## Die 21 Stadtdistrikte von Amman
- Al-Madina
- Basman
- Marka
- al-Nassr
- al-Yarmouk
- Ras el-Ein
- Badr
- Zahran
- Abdali
- Quwaisima
- Khreibit el-Souq
- Um Qusair
- Wadi el-Sear
- New Badr
- Swaileh
- Tlaʿel Ali
- Al-Jubaiha
- Shafa Badran
- Abu Nseir
- Al-Abdalleyah
- Al-Khashafeya

## Wirtschaft
In der Hauptstadt befindet sich unter anderem die nationale Wertpapierbörse, die gleichnamige Amman Stock Exchange.

## Kultur und Sehenswürdigkeiten

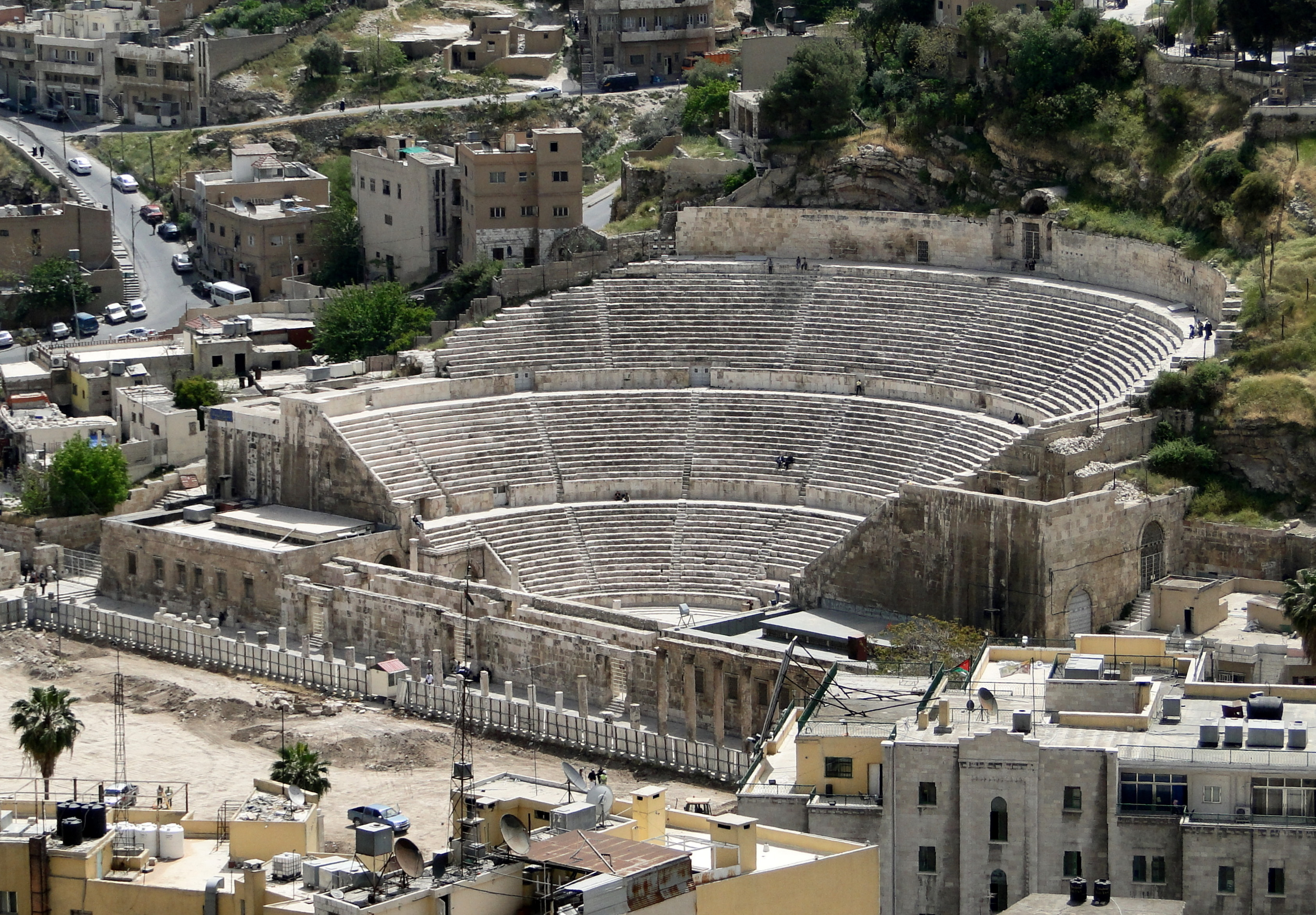
Römisches Theater von Amman

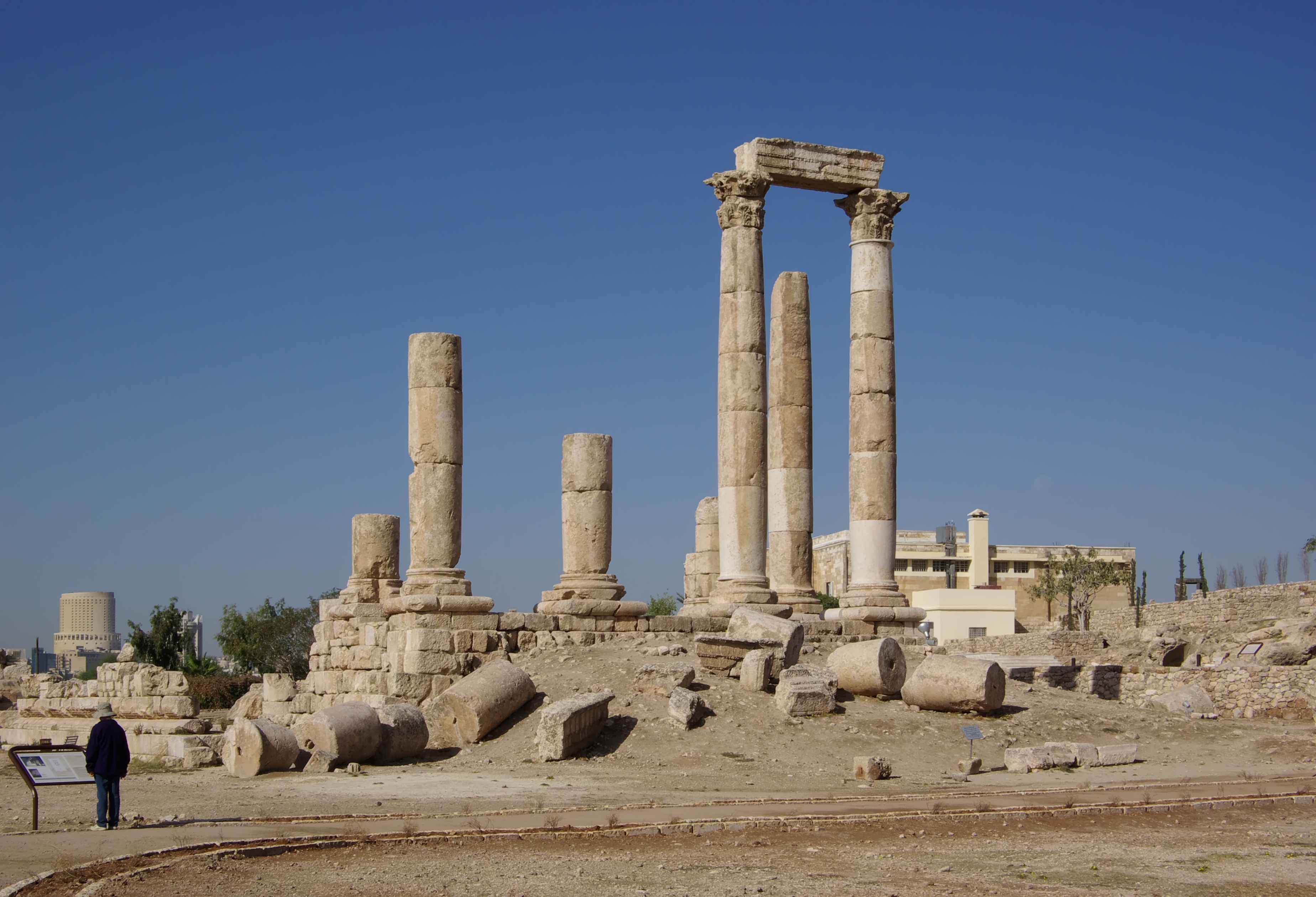
Herkulestempel auf dem Zitadellenhügel

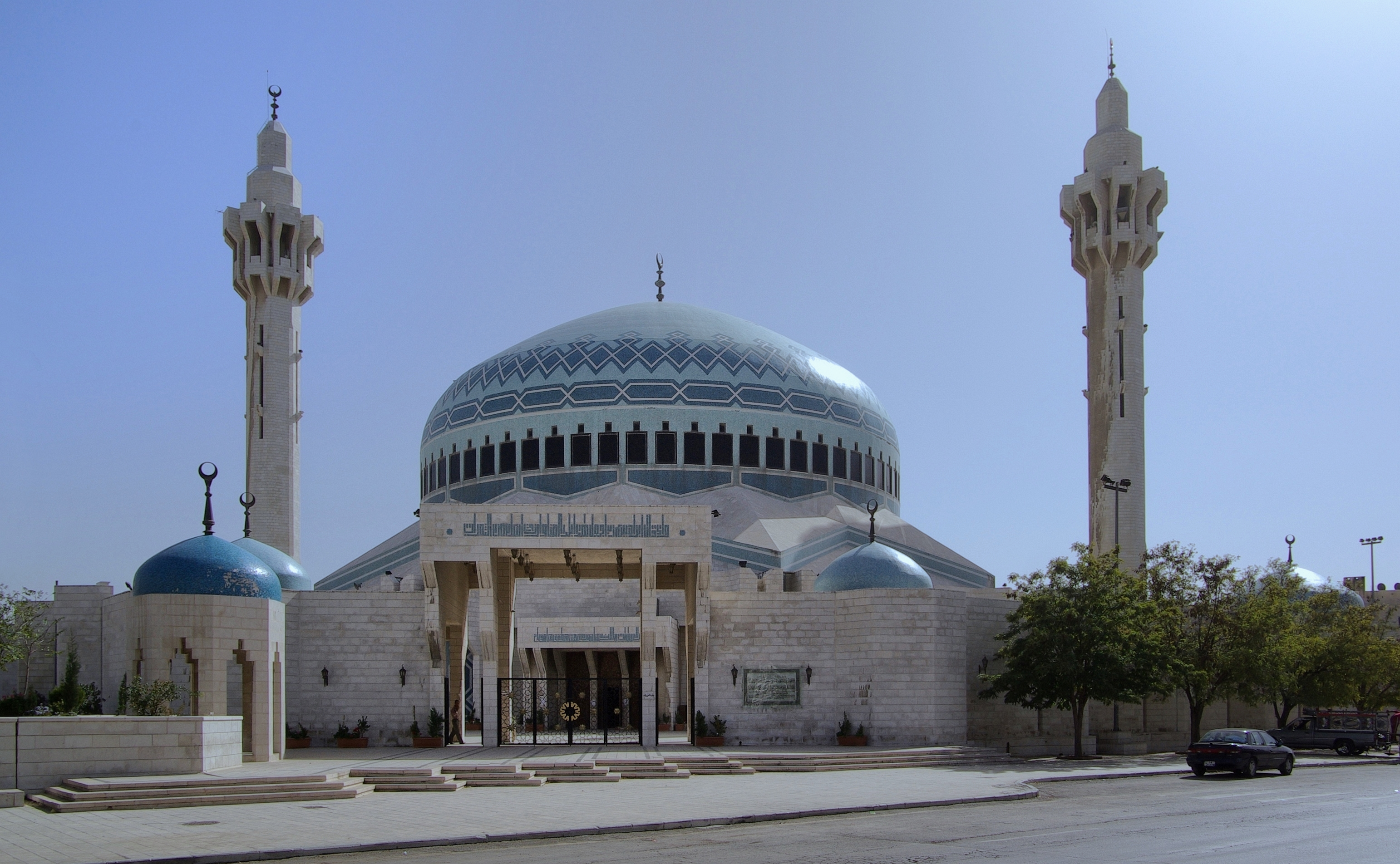
König-Abdullah-Moschee in Jabal al-Lweibdeh

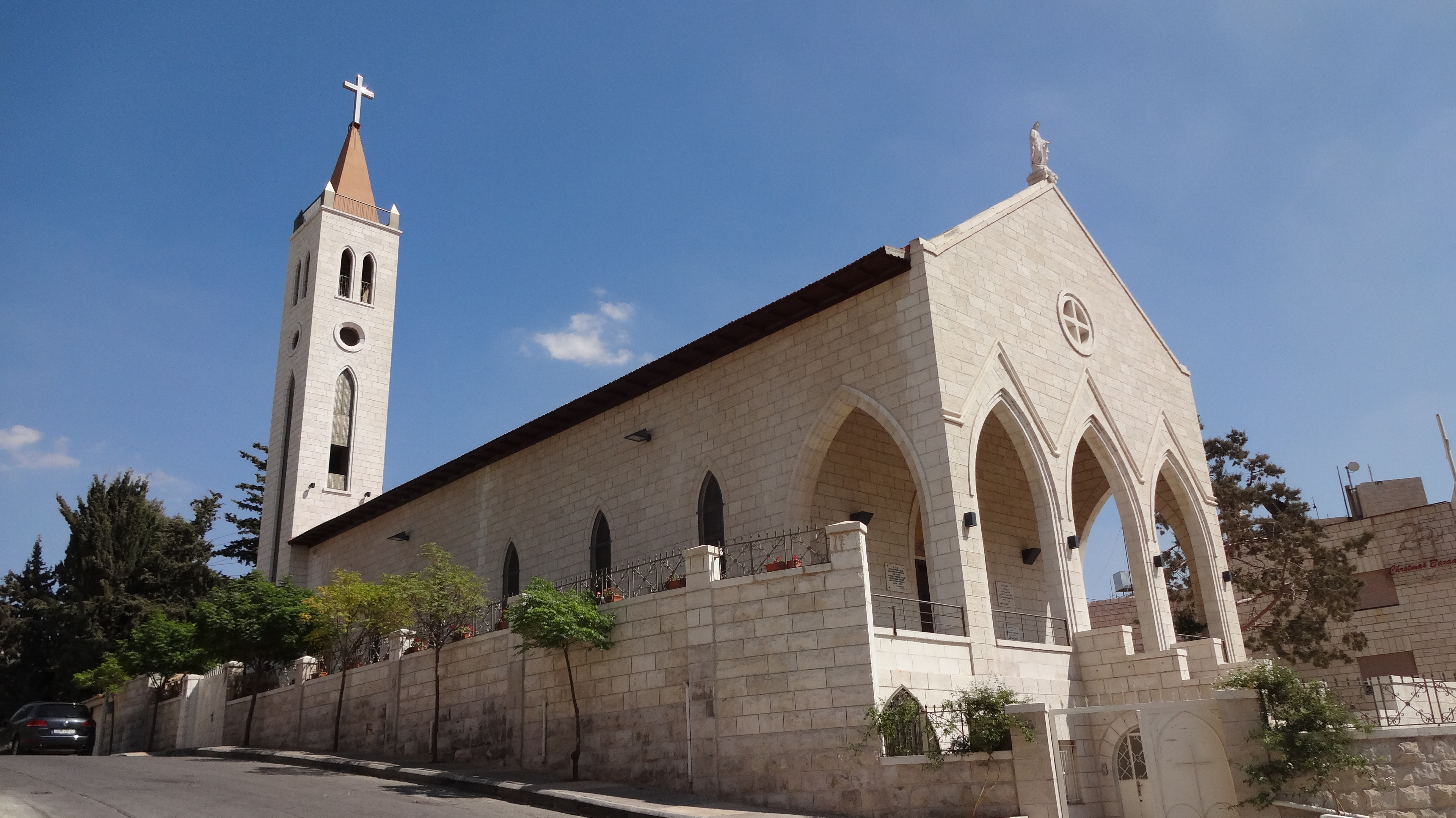
Bisharat-Kirche in Jabal al-Lweibdeh

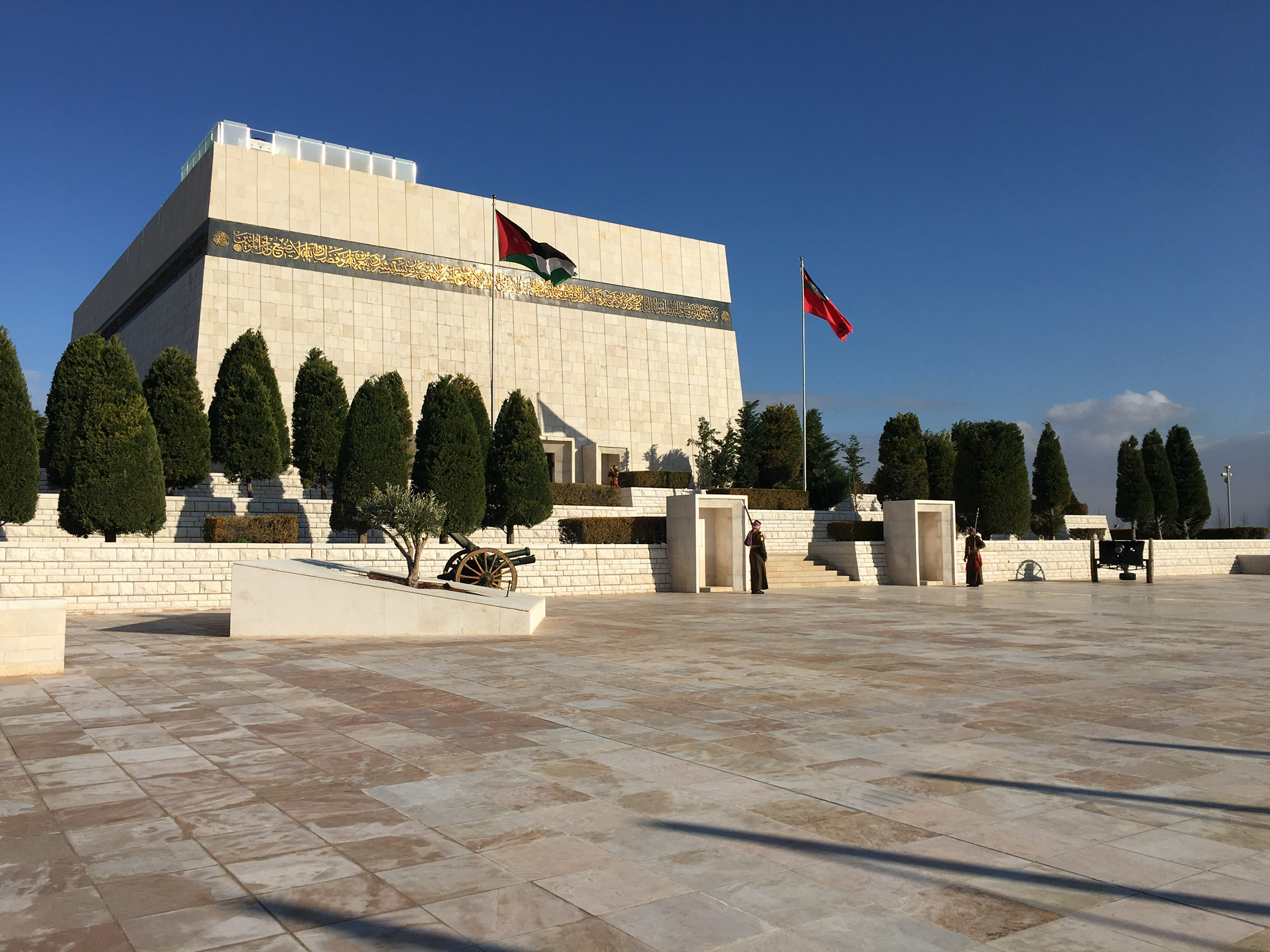
Märtyrer Museum in der Sport City (Al-Hussein Youth City)

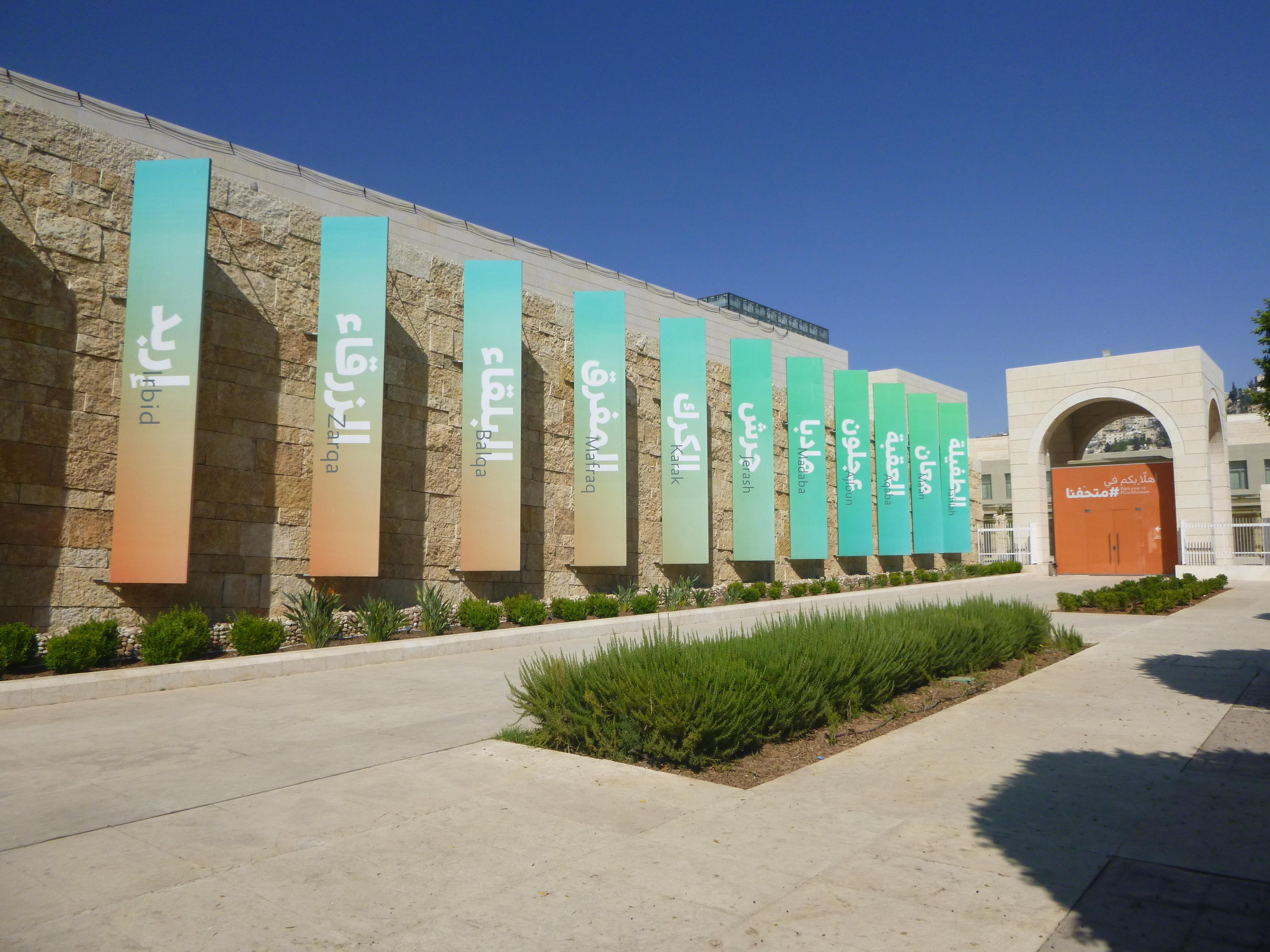
Jordanisches Nationalmuseum

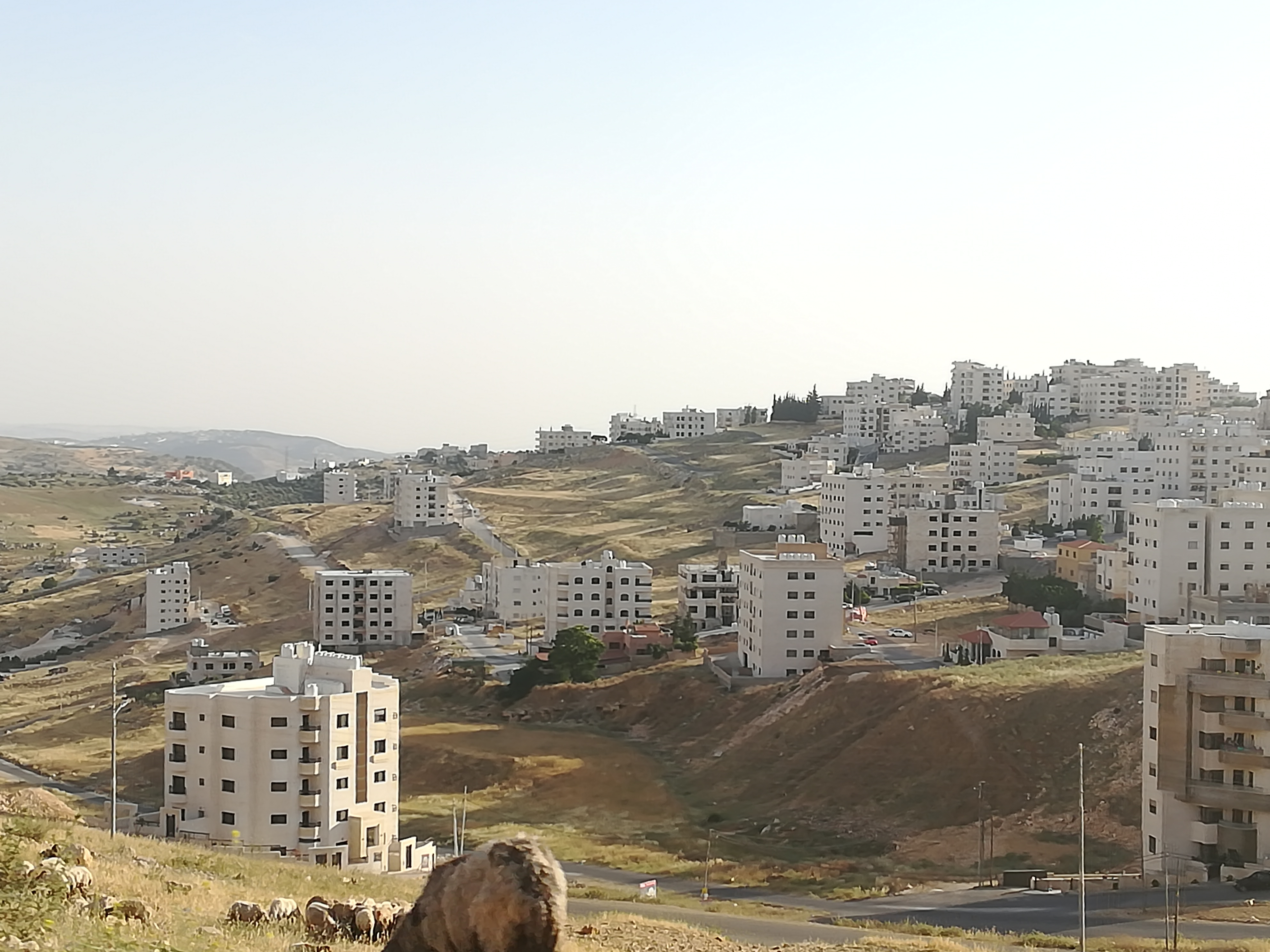
Der städtische Ausläufer Bayader Wadi el-Sear mit Nutztierhaltung

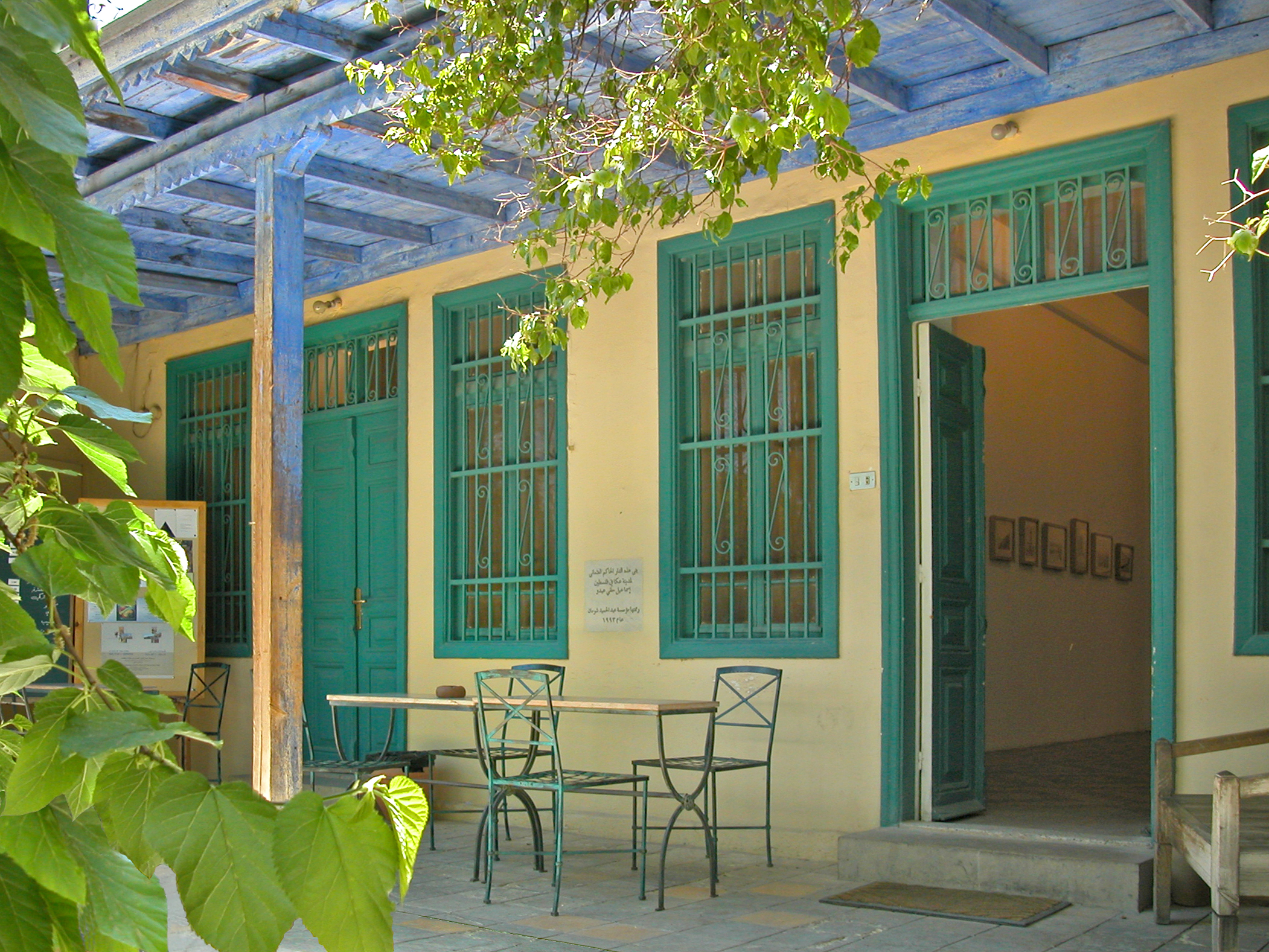
Darat al-Funun, Museum für Zeitgenössische Kunst

### Altertümer
Bedeutende historische Stätten sind das beeindruckend gut erhaltene römische Theater mit 6000 Sitzplätzen und der Zitadellenhügel Dschabal al-Qalʿa im Stadtzentrum. Das 1951 dort eröffnete Jordan Antiquities Museum birgt archäologische Funde aus ʿAin Ghazal. Herausragend sind auch die mit Gips plastisch überformten Schädel der Ausgrabung in Tell es-Sultan, im heutigen Jericho aus dem präkeramischen Neolithikum (7220 v. Chr. bis 5850 v. Chr.). Der Eisenzeit II gehören zwei in Amman gefundene Statuen an: der Stehende Ammoniter und die Statue des Jerach Azar. Das Museum beherbergt auch die Funde, die das Team um Roland de Vaux in Qumran machte, zum Beispiel die Kupferrolle. Einige Objekte befinden sich heute auch im Jordanischen Nationalmuseum.

### Altstadt und neue Stadtdistrikte
Im Herzen der Altstadt befindet sich der Suq (arabisch السوق), ein traditioneller arabischer Basar, in dessen Mitte sich als Erinnerung an eine frühere Zeit ein Nymphäum befindet. Die römische Brunnenruine an der Omar-el-Mukhtar-Straße stammt vermutlich aus dem 2.–3. Jahrhundert. Entlang der Ausfallstraßen reihen sich moderne Bauten aus Beton und Kalkstein, die Nachfrage nach westlichen Produkten bedienen internationale Marken wie Carrefour, Starbucks oder Kentucky Fried Chicken. Die meisten Häuser sind von eher niedriger Bauweise. Hochhäuser wie das 188 m hohe Amman Rotana in Abdali oder die Luxushotels des sogenannten Fifth Circle sind noch die Ausnahme.

### Sakralbauten
Die bekanntesten Moscheen sind die 1990 fertiggestellte König-Abdullah-Moschee für bis zu 10.000 Gläubige, die al-Husseini-Moschee im Herzen der Altstadt und die Abu-Darwish-Moschee in Al-Ashrafiyah. Christen leben über die ganze Stadt verteilt, traditionell ebenfalls auf dem Al-Ashrafiyah-Hügel, an dessen Fuß der aufgegebene Alte christliche Friedhof an der Abu-Thabi-Straße liegt. Der neue christliche Friedhof Umm al-Hiran liegt weiter im Süden der Stadt, unweit des muslimischen Friedhofs Umm al-Hiran. Von der Tourismusbehörde besonders hervorgehoben wird die römisch-katholische Bisharat-Kirche auf dem Hügel Jabal al-Lweibdeh.

### Museen und Kultur
Das Jordanische Nationalmuseum beleuchtet überwiegend die antike und vorislamische Geschichte des Landes. Das Königliche Automobilmuseum zeigt Fahrzeuge luxuriöser Bauart im Besitz des Königshauses. Auch das Königliche Panzermuseum bietet reiches Anschauungsmaterial. Das Märtyrer Museum bietet die jordanische Perspektive auf die Arabische Revolte, den israelisch-arabischen Konflikt, die jordanischen UN-Friedenstruppen und gedenkt den jordanischen Gefallenen. Das 1993 eröffnete Darat al-Funun ist in einem Haus von 1920 domiziliert, weitere historische Bauten und eine antike Tempelruine umgeben es. Es zeigt Zeitgenössische Kunst aus der arabischen Welt. Auch die Jordan National Gallery of Fine Arts ist der Kunst verpflichtet. Das aus zwei gegenüberliegenden Bauten bestehende Kunsthaus gibt einen unkommentierten Überblick über heutiges Schaffen in Jordanien und in Schwellenländern. Auch in Jabal al-Lweibdeh sind Makan, Dar al-Anda und das Ousama-Mashini-Theater.
Das numismatische Museum der Jordanischen Zentralbank und das Museum des politischen Lebens vertiefen besondere Aspekte. Sehenswert ist das mesopotamisch gestaltete Eingangstor der nahen irakischen Botschaft. Das römische Theater wartet in seinen Nebengebäuden mit den beiden Ausstellungen Jordan Folklore Museum und Jordan Museum of Popular Traditions auf. Down Town Amman bietet zudem ein reichhaltiges Programm von oft spektakulärer Streetart. In al-Muhajireen befindet sich der Ras-al-Ain-Park, das Projekt Tales of Amman der Forscher Nid'a Al-Khazali und Arzaq Abu von 2020 führt in die Oral History des Stadtteils ein.

### Verkehr, Sport, Bildung und Medien
Amman hat zwei Flughäfen: Der ältere Flughafen Marka International wurde zunächst nur regional, mittlerweile nur noch von den Streitkräften Jordaniens genutzt, nachdem 1983 der internationale Flughafen „Queen Alia International“ eröffnet wurde. Das Schnellbussystem Amman Bus Rapid Transit (BRT) ermöglicht staufreie Verbindungen zwischen der Madina und den neuen Stadtdistrikten. Die Abdoun Bridge entlastet das Stadtzentrum vom Autoverkehr. In einem der seltenen städtebaulichen Freiräumen Ammans, in der Al-Hussein Youth City, liegt das Amman International Stadium.
Amman ist Sitz des römisch-katholischen Patriarchalvikars für Jordanien des Lateinischen Patriarchats von Jerusalem. Auch das Königlich-jordanische Institut für interreligiöse Studien ist in Amman beheimatet. Die Universität von Jordanien liegt im mittleren Norden in einem großen parkartigen Campus in Tlaʿel Ali. Das Institut français du Proche-Orient unterhält ein Büro in Amman. In Amman erscheinen die englischsprachige Jordan Times und die arabischsprachige Zeitung Al Ra'i. Weitere wichtige Zeitungen sind Al Ghad und die dem Königshaus nahestehende Al-Dustur.

## Städtepartnerschaften
Partnerstädte von Amman sind:
- Paris, Frankreich seit 1987
- Khartum, Sudan seit 2. Januar 1993
- Istanbul, Türkei seit 28. November 1997
- São Paulo, Brasilien seit 1997
- Bukarest, Rumänien seit 1999
- Tunis, Tunesien seit 1999
- Mostar, Bosnien und Herzegowina

## Söhne und Töchter der Stadt
- Saʿid al-Mufti (1898–1989), Politiker
- Nazzal al-Armouti (1924–2015), Politiker, Diplomat und Bankmanager
- Kamel Abu Jaber (1932–2020), Politiker und Autor
- Abd ar-Rahman Munif (1933–2004), arabischer Schriftsteller
- Zaid ibn Shaker (1934–2002), Befehlshaber der jordanischen Streitkräfte im Sechstagekrieg und Politiker
- Hussein I. (1935–1999), König von Jordanien (1952–1999)
- Zaid ar-Rifaʿi (1936–2024), Politiker und Premierminister
- Abdul Salam Abbadi (1943–2020), Politiker, Minister für Awqaf und Islamische Angelegenheiten von Jordanien
- Mona Saudi (1945–2022), Bildhauerin, Verlegerin und Kunstaktivistin
- Ali Abu al-Ragheb (* 1946), Politiker
- Nazih Musharbash (* 1946), deutscher Lehrer und Politiker (SPD), MdL
- Hassan ibn Talal (* 1947), Adeliger, Mitglied des jordanischen Herrscherhauses
- Abdelkarim al-Kabariti (* 1949), Politiker
- Fayez al-Tarawneh (1949–2021), Politiker
- Aun Schaukat al-Chasauneh (* 1950), Diplomat und Jurist
- Garabed Antranikian (* 1951), deutscher Biologe
- Hani al-Mulki (* 1951), Politiker
- Faisal al-Fayiz (* 1952), Politiker
- Sana Salous (* 1955), palästinensische Professorin für Nachrichtentechnik
- Mustafa Abu Sway (* 1958), palästinensischer Islamwissenschaftler
- Rabih Alameddine (* 1959), libanesisch-US-amerikanischer Maler und Schriftsteller
- Rula Quawas (1960–2017), Literaturwissenschaftlerin, Aktivistin und Hochschullehrerin
- Omar al-Razzaz (* 1960), Politiker
- Hasan Al-Saqqaf (* 1961), Direktor des Dar Al-Imam al-Nawawi
- Abdullah II. (* 1962), König von Jordanien seit 1999
- Faisal bin Al Hussein (* 1963), Prinz und IOC-Mitglied
- Nihad Awad (* 1964), US-amerikanisch-palästinensischer National Executive Director und Mitbegründer des Council on American-Islamic Relations (CAIR) in den USA
- Seid al-Hussein (* 1964), Diplomat
- Hartmut El Kurdi (* 1964), deutscher Schriftsteller
- Omar Yaghi (* 1965), Professor für Chemie und Biochemie
- Ghazi bin Muhammad (* 1966), Prinz; persönlicher Berater des jordanischen Königs Abdullah II. bin al-Hussein
- Khaled Mardam-Bey (* 1968), Softwareentwickler
- Salah-Eddin Al-Batran (* 1970), deutscher Facharzt für Innere Medizin, Hämatologie, Onkologie, Spezielle Schmerztherapie und Palliativmedizin
- Sumaya bint al-Hassan (* 1971), Bildungsmanagerin und Prinzessin aus dem Geschlecht der Haschemiten
- Suheir Hammad (* 1973), US-amerikanische Schauspielerin und Autorin palästinensischer Herkunft
- Iyad Twal (* 1973), römisch-katholischer Geistlicher, Weihbischof im Lateinischen Patriarchat von Jerusalem
- Raja Amasheh (* 1982), Profiboxerin
- Thaer Bawab (* 1985), Fußballspieler
- Lawrence Abu Hamdan (* 1985), britisch-libanesischer Künstler
- Pierre Jarawan (* 1985), deutscher Schriftsteller und Slam-Poet
- Rima Taha (* 1987), Leichtathletin
- Salem al-Ajalin (* 1988), Fußballspieler
- Nadin Dawani (* 1988), Taekwondoin
- Zaina Schaban (* 1988), Tischtennisspielerin
- Rajaei Ayed (* 1993), jordanisch-palästinensischer Fußballspieler
- Hussein bin Abdullah (* 1994), Kronprinz
- Hussein Iashaish (* 1995), Amateurboxer im Superschwergewicht
- Ahmad Abughaush (* 1996), Taekwondoin
- Noor al-Rawabdeh (* 1997), Fußballspieler
- Musa al-Taamari (* 1997), Fußballspieler
- Mohammad Al Sarraj (* 1998), Squashspieler
- Saleh Al-Sharabaty (* 1998), Taekwondoin
- Joanna Arida (* 1998), Schauspielerin und Model
- Zeyad Iashaish (* 1998), Boxer
- Aliya Boshnak (* 2000), Sprinterin
- Ali Olwan (* 2000), Fußballspieler
- Andria Tayeh (* 2001), jordanisch-libanesische Schauspielerin, Model und Influencerin
- Omar Aburouss (* 2002), Sprinter
- Abedallah Shelbayh (* 2003), Tennisspieler